# Beauty and the Beach
Beauty and the Beach ist ein US-amerikanischer musikalischer Kurzfilm von Leslie M. Roush aus dem Jahr 1941.

## Handlung
Beauty and the Beach beinhaltet fünf Lieder, die von Johnny Long and His Orchestra eingespielt werden. Die Musik wird von Aufnahmen des Jones Beach untermalt, die Strandschönheiten in Badeanzügen am und im Meer zeigen.
Im Film werden folgende Lieder gespielt:
- Kiss the Boys Goodbye – gesungen von Helen Young
- By the Sea
- Sweet Moments – gesungen von Helen Young
- Pass the Bounce
- White Star of Sigma Nu

## Produktion
Beauty and the Beach entstand als Teil der Headliner-Serie von Paramount. Am 26. September 1941 erhielt der Film einen Copyright-Eintrag.

## Auszeichnungen
Beauty and the Beach wurde 1942 für einen Oscar in der Kategorie Bester Kurzfilm (One-Reel) nominiert, konnte sich jedoch nicht gegen Of Pups and Puzzles durchsetzen.